# Heiner Müller
Pour les articles homonymes, voir Müller.
Œuvres principales
Hamlet-machine, La Mission, Quartett
Heiner Müller, né le 9 janvier 1929 à Eppendorf, mort le 30 décembre 1995 à Berlin, est un poète, dramaturge et directeur de théâtre allemand.
Après la Seconde Guerre mondiale, il choisit de rester dans la République démocratique allemande (RDA) naissante, pour des raisons politiques et personnelles. Il s'inscrit tout d'abord dans le sillage de Bertolt Brecht et travaille à de nombreuses reprises pour le Berliner Ensemble. Il ne se considère pas comme dissident et souhaite décrire de manière réaliste la fondation et l'évolution de la RDA. Néanmoins, dès le début des années 1960, son œuvre est soumise à la censure, il est renvoyé de l'Union des écrivains et passe des années difficiles. La censure sera ensuite progressivement levée, en partie parce qu'il obtient une reconnaissance en Europe de l'ouest.
Il consacre son écriture principalement au théâtre, avec en particulier des réécritures d'anciens mythes ou d'anciennes pièces, par exemple Hamlet-machine, Philoctète, Horace, Anatomie Titus Fall of Rome, Médée-matériau. Ses premières pièces sont inspirées du théâtre de Bertolt Brecht, mais il rompt avec cette esthétique en 1977, date à laquelle il écrit l'Adieu à la pièce didactique et quitte le Berliner Ensemble. Il écrit dans la foulée deux de ses pièces les plus connues : Hamlet-machine et Quartett. 
Considérée comme post-moderne, son œuvre est souvent vue comme pessimiste, voire cynique, et comme faisant une analyse du déclin de l'Occident et de ses échecs, notamment politiques. Il participe aux manifestations précédant la chute du mur de Berlin et obtient une forte reconnaissance institutionnelle dans l'Allemagne réunifiée, son œuvre ayant été perçue comme critique à la fois de l'Ouest et de l'Est. Après la chute du Mur, durant les six dernières années de sa vie, il abandonne l'écriture théâtrale pour se consacrer à des mises en scène et à la rédaction de son autobiographie, Guerre sans bataille.

## Biographie

### Premières années: de l'Allemagne nazie à la RDA
Heiner Müller nait en 1929 en Saxe. Son père, militant du Parti social-démocrate allemand (SPD), est arrêté en 1933 par le régime nazi, ce qui le marque fortement : il raconte plus tard cet épisode dans la nouvelle Le Père. Après cette arrestation, Heiner Müller ressent l'exclusion que lui font subir les autres enfants. Avec sa mère, il est autorisé à aller voir son père  dans le camp où il est interné. Pendant cette période, sa mère cherche du travail, avec peine, et devient couturière dans une usine. Son père est autorisé à rentrer chez lui en 1934.
De 1939 à 1947, il vit avec ses parents à Waren. Il y travaille à la bibliothèque. En 1947, il adhère au Parti socialiste unifié d'Allemagne (SED). Néanmoins, il semble vite déçu, et sera jusqu'à la fin des années 1980 surveillé par la Stasi. À partir de 1950, il publie des critiques littéraires pour les magazines Sonntag et Aufbau. 

### Premières pièces et ennuis avec la censure
Il publie en 1956 L'Homme qui casse les salaires, une pièce inspirée du théâtre épique de Bertolt Brecht. Müller cherche alors à participer à l'édification socialiste tout en présentant un regard réaliste et critique sur les réalités économiques de la RDA. Cette première pièce est un succès. 
À partir de 1958, il travaille au Théâtre Maxime Gorki. 
En 1961, sa pièce La Déplacée est montée à l'Université des sciences sociales de Berlin--Karlhost. La pièce est interdite, le metteur en scène Tragelheln est exclu du Parti Socialiste unifié et Heiner Müller exclu de l'Union des Écrivains. Cela équivaut à une interdiction de travailler. Les années qui suivent sont difficiles. Inge Müller, avec qui le dramaturge est marié depuis 1955, s'enfonce dans la dépression, liée à des épisodes traumatiques durant la Seconde Guerre mondiale (pendant des bombardements, elle fut à deux reprises enterrée sous des gravats dont elle fut ensuite extirpée) et renforcée par leur situation matérielle. Le couple est soutenu par des amis qui leur prêtent de l'argent. Il parvient à placer des articles sous le pseudonyme de Max Messer. Il exorcise ses difficultés en réécrivant pour lui-même Philoctète, qui fut louée par le philosophe Wolfgang Harich et l'écrivain Peter Hacks. 
En 1963, le Deutsches Theater de Berlin propose à Heiner Müller d'adapter un roman d'Erik Neutsch considéré par le parti comme un modèle de littérature ouvrière. Cela permettrait à l'auteur de se racheter et d'entamer un retour dans les faveurs du pouvoir. Heiner Müller met deux ans à écrire la pièce, finalement intitulée La Construction (1965). La pièce est publiée, mais ne sera jamais représentée : Erich Honecker la critique nommément en décembre 1965. 
Inge Müller se suicide l'année suivante, en juin 1966. Heiner Müller travaille dans les marges du théâtre est-allemand : il écrit des traductions pour la scène et des livrets d'opéra, notamment pour ses amis Benno Besson et Paul Dessau. 
En 1967, il rencontre Ginka Tscholakova. Celle-ci est expulsée de RDA l'année suivante et renvoyée en Bulgarie. Heiner Müller trouve divers prétextes pour se rendre en Bulgarie durant les années qui suivent. C'est en Bulgarie que Müller écrit la pièce Horace (1968). Le couple se marie à Sofia en 1970, si bien que Ginka est autorisée à revenir à Berlin-est en 1971. 
Sa pièce Mauser, écrite en 1970, est censurée en RDA et créée aux États-Unis. De 1970 à 1976, il est dramaturge au Berliner Ensemble
Le 4 janvier 1977, Heiner Müller rédige le texte Adieu à la pièce didactique, rupture claire avec l'oeuvre de Brecht, dont l'héritage en RDA lui semble sclérosé, depuis qu'elle est devenue art officiel. Müller diagnostique également un enlisement de la RDA, pays dans lequel, selon lui, l'histoire n'avance plus. Sa pièce Hamlet-machine (1977), probablement sa plus célèbre, est la mise en pratique de cet éloignement du théâtre brechtien. C'est à ce moment qu'il quitte le Berliner Ensemble, qui continue l'héritage brechtien, pour travailler au Volksbühne Theater de Berlin. 
Alors qu'il est toujours censuré en RDA et peu reconnu, son succès devient de plus en plus important à l'ouest. Il reçoit ainsi, en 1979, le Mülheimer Dramatikerpreis pour sa pièce Germania. Mort à Berlin.

### Après la chute de la RDA: succès tardif
Il fait partie des intellectuels ayant appelé au soulèvement du peuple en RDA et il prononce notamment un discours devant la foule à Berlin-Est le 4 novembre 1989, quelques jours avant l'ouverture du Mur.
À partir de la fin des années 1980, il devient metteur en scène et met lui-même en scène ses pièces au Deutsches Theater de Berlin. Durant les dernières années de sa vie, il met en scène sa pièce Quartett, La Résistible Ascension d'Arturo Ui de Bertolt Brecht et le Tristan und Isolde de Wagner à Bayreuth.
En 1994, il a reçu le IVème Prix Europe pour le théâtre.
Il meurt le 30 décembre 1995 des suites d'un cancer de la gorge. Il est enterré au cimetière de Dorotheenstadt à Berlin-Mitte.

## Œuvre

### Post-modernisme
Hamlet-machine de Müller s'ouvre sur une phrase devenue fameuse : « J'étais Hamlet. Je me tenais sur le rivage et je parlais avec le ressac BLABLA, dans le dos les ruines de l'Europe », évoquant la fin de la culture européenne.
Le théâtre de Müller est principalement constitué de réécritures d'anciens mythes. Le dramaturge établit ce qu'il appelle un "dialogue avec les morts". Sophocle, Euripide, Shakespeare (Hamlet machine) ou encore Laclos (Quartett) sont successivement invoqués.
Interrogé sur ce qui constitue pour lui le véritable théâtre post-moderne, Müller répond sur le ton de la dérision : « Le seul postmoderniste que je connaisse est August Stramm qui était un moderniste et travaillait dans une poste ».

### Écriture
Quand on lui demande pourquoi il écrit, Heiner Müller répond que c'est une question très noble à laquelle il a une réponse très primitive : s'il n'écrit pas, il ne peut pas dormir. L'écriture est pour lui quelque chose de thérapeutique. Il déclare également chercher à briser les illusions des spectateurs, à les déranger, il ne veut pas que les personnes sortent heureuses de ses pièces, mais se sentent très seules.

## Positionnement politique et réception de l’œuvre
Le positionnement politique de Heiner Müller est complexe, ce qui a entraîné des erreurs d'interprétation à l'Est comme à l'Ouest[Où ?]. Le dramaturge étant censuré en RDA depuis le début des années 1960, ses pièces ne sont plus jouées dans son pays ; elles sont publiées en version papier, mais ne sont alors lues que par un petit nombre de personnes, car leur publication n'est relayée par quasiment aucune organe de presse. Ainsi, quand elles sont jouées en RFA, où elles sont acclamées à partir des années 1970, elles sont souvent présentées comme les œuvres d'un opposant au régime de la RDA, ce qu'il a pourtant toujours récusé.

### Réception en RDA
Heiner Müller voulait, aux débuts de son travail dramaturgique, montrer réellement la RDA, sans être critique ni louangeur. En 1957, sa pièce Der Lohndrücker (Le Briseur de salaires) est bien accueillie par la presse communiste qui y voit un exemple d'oeuvre contribuant à l'édification du socialisme ; mais la mise en scène qu'il en fera en 1991 montre qu'une seconde lecture est possible, on peut y voir selon lui « la naissance d'un État malade dès sa naissance ». La polémique éclate lors de la création de Die Umsiedlerin oder das Leben auf dem Lande (La Déplacée ou La vie à la campagne) (1961), qui a pour sujet les réformes agraires en cours en RDA. Heiner Müller est alors traité par la presse communiste de « Beckett de l'Est » ou de « réactionnaire ».
Sa volonté de montrer réellement la construction de la RDA l'amène à entrer en conflit avec les discours officiels. Mais Heiner Müller continue de monter certaines pièces, tandis que d'autres restent censurées. La pièce Œdipe-Tyran est jouée au Deutsches Theater en 1967, et semble entrer dans la perspective de l'intérêt pour la relecture des textes anciens, encouragée par le pouvoir politique qui voulait engager les intellectuels à relire la tradition littéraire en regard de la nouvelle humanité en train de se construire. Dans les années 1970, le pouvoir politique desserre l'étau sur la culture. Ses pièces subissent différents traitements : Ciment est jouée par le Berliner Ensemble en 1973 ; Macbeth, très critiquée, est interdite de mise en scène mais est publiée en revue ; Mauser reste interdite jusqu'à la fin de la RDA. Le positionnement critique de Müller sert surtout au pouvoir à créer un alibi démocratique, tout relatif étant donné que les censures persistent.
À partir des années 80, avec son succès grandissant à l'Ouest, les autorités ne peuvent plus l'ignorer. En 1980, il peut monter la pièce La Construction. Ses mises en scène ont un certain succès, qui s'explique en partie par le fait que le théâtre permettait un ersatz de débat politique, impossible ailleurs ; le public est alors en quête d'allusions politiques, ce qui entraîne un attrait pour les auteurs précédemment censurés. Müller est élu en 1984 à l'Académie des arts de la RDA et exerce la présidence de cette institution de 1990 à 1993. Il reçoit l'année suivante le Prix national de la République démocratique allemande, plus grande récompense attribuée à un écrivain. Il réintègre en 1988 l'Union des écrivains. En 1988 et 1989, ses pièces Mauser, Hamlet-machine, Germania Mort à Berlin, Quartett, Vie de Gundling paraissent et sont mises en scène pour la première fois.

## Prix Europe pour le Théâtre - Premio Europa per il Teatro
En 1994, il a reçu le Prix Europe pour le théâtre, à Taormine, avec cette motivation :
En donnant à Heiner Müller, le quatrième Prix Europe pour le Théâtre, le jury n'a pas seulement voulu reconnaître en lui l'un des meilleurs dramaturges vivants, il a aussi honoré son style qui, en quarante ans d'activité, a remodelé le concept d'acteur théâtral. Ce n'est pas un jeu de miroir qui a permis à I'artiste d'écrire du théâtre en faisant de la poésie et vice et versa, de même ce sont les responsabilités publiques, son infatigable savoir, son intelligence polémique qui en ont fait un maître à penser pour plusieurs générations. C'est pour cela que son pays, en proie à tant d'amour conflictuel, lui a permis des vers difficiles à traduire pour ses multiples possibilités de lectures qui ont aussi remodelé une langue. Cohérent dans sa pratique des contradictions, Müller s'est affirmé comme un classique ante litteram qui aime les expériences et a su cultiver une utopie, en restant fidèle aux règles. Son œuvre théâtrale oscille entre le didactisme des textes sur la production, les adaptations des auteurs classiques, capturés par la fascination de lointains systèmes de pensée, l'hermétisme de fragments fulgurants et les limpides synthèses de dernière date, mais il n'a jamais cessé de mêler l'Histoire et les sentiers de I'art. Pour lui, l'élégance nette de la page a toujours été liée à la familiarité avec les planches, avec la médiation des relations interdisciplinaires. Comme metteur en scène, pour lui-même, il multipliait les articulations de ses propres textes, revus et renouvelés grâce à la technique combinatoire des associations. Ainsi, avec l'arme transgressive qui est l'ironie, ce poète est arrivé à la direction du théâtre qui avait été celui de Brecht, l'inspirateur de sa jeunesse et contre lequel il a dû lutter plus tard, pour s'en éloigner, afin d'en devenir l’hérétique disciple et d'en rééquilibrer la leçon, au moyen de ses propres clés.

### Théâtre
- Hamlet-machine (précédé de Le Père, Deux lettres, Avis de décès, Horace, Mauser, Adieu à la pièce didactique, et suivi de Autoportrait deux heures du matin le 20 août 1959,  Projection 1975 et Héraklès 5), Éditions de Minuit, 1979
- La Mission (suivi de Prométhée, Vie de Gundling, Frédéric de Prusse sommeil rêve cri de Lessing), Minuit, 1982.
- La Comédie des femmes, Paris, Éditions Théâtrales, 1985.
- Germania. Mort à Berlin (avec Rivage à l’abandon, Matériau-Médée, Paysage avec Argonautes, Paysage sous surveillance, Pièce de cœur, Poèmes, Le Dieu Bonheur), Minuit, 1985.
- Quartett, Minuit, 1985.
- La Bataille (avec Rapport sur le grand-père, Boucher et Femme, La Croix de fer, Histoire d'amour, Libération de Prométhée, Héraclès II ou L'hydre, Le Duel, La Route des chars), Minuit, 1987.
- Ciment (avec La Correction), Minuit, 1991.
- Anatomie Titus fall of Rome, Minuit
- Bertolt Brecht, Fatzer, fragment, L’Arche, 1992.
- Philoctète, traduit par François Rey, L'Avant-scène théâtre n° 766, 1985, réédition Toulouse, Éditions Ombres, 1994 ; autre traduction par Jean Jourdheuil et Jean-Louis Besson, Paris, Éditions de Minuit, 2009.
- Le Briseur de salaires, Circé, 1996.
- Germania 3. Les spectres du mort-homme, L’Arche, 1996.
- L'Homme qui casse les salaires. La Construction. Tracteur, Éditions Théâtrales, 2000
- Médée Materiau adaptée en un opéra Medeamaterial (1991) par Pascal Dusapin
- L'Opéra du Dragon, 1968
- Macbeth d'après Shakespeare, 1971, traduction de Jean-Pierre Morel, Éditions de Minuit.
- La Déplacée, Paris, Éditions de Minuit, 2007.

### Essais et entretiens
- Erreurs choisies, L’Arche, 1988.

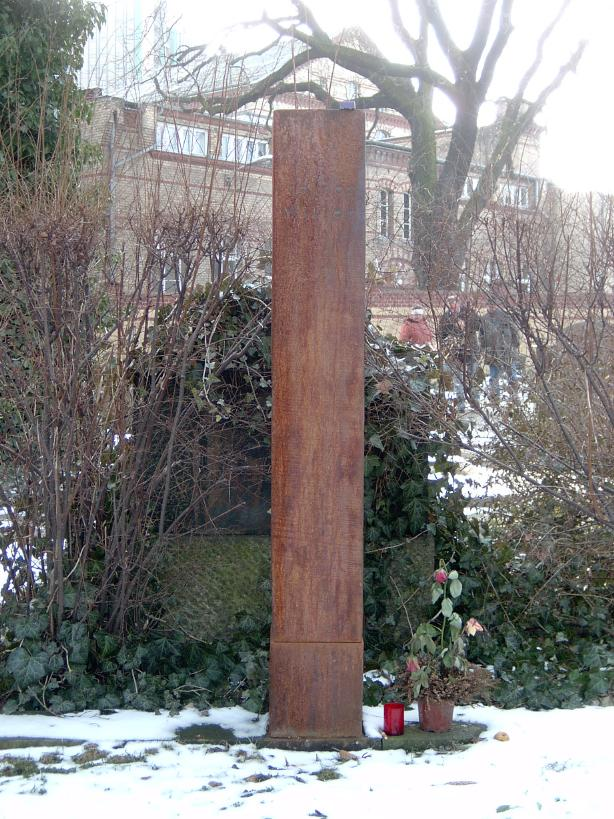
Stèle funéraire d'Heiner Müller au cimetière de Dorotheenstadt de Berlin.

- Fautes d'impression, L’Arche, 1991.
- Guerre sans bataille. Vie sous deux dictatures. Autobiographie, L’Arche, 1996.
- Espoir, pouvoir et castration. Entretiens inédits (1990-1994), Éditions Théâtrales, 1998.
- Profession arpenteur. Entretiens nouvelle série (1993-1995), postface et notes de Jean-Pierre Morel, Éditions Théâtrales, 2000.
- L’imaginaire colonisé. Rencontre entre Heiner Müller et Harun Farocki (Heiner Müller, « L’intelligence sans expérience. Entretien avec Harun Farocki ».), présenté par Thomas Voltzenlogel, Période, novembre 2014.
- Conversations (1975-1995) ; édition préparée par Jean Jourdheuil. Traduction Jean-Louis Besson, Éditions de Minuit, 368 p., 2019.

## Mises en scène
- 1980 : La Mission (Der Auftrag) de Heiner Müller, Volksbühne am Rosa-Luxemburg-Platz, Berlin-Est [en collaboration avec Ginka Tscholakowa]
- 1982 : La Mission (Der Auftrag), Schauspielhaus de Bochum [en collaboration avec Ginka Tscholakowa]
- 1982 : Macbeth de Heiner Müller, Volksbühne am Rosa-Luxemburg-Platz, Berlin-Est [en collaboration avec Ginka Tscholakowa]
- 1988 : Le briseur de salaires (Der Lohndrücker) de Heiner Müller, Deutsches Theater, Berlin-Est [mise en scène qui inclut Horace (Der Horatier) et La route des Chars IV, Centaures (Wolokolamsker Chaussee IV, Kentauren) de Heiner Müller]
- 1990 : Hamlet/Machine (Hamlet/Maschine), Deutsches Theater, Berlin-Est, [composé de Hamlet de William Shakespeare traduit par Heiner Müller et de Hamlet-machine de Heiner Müller]
- 1991 : Mauser de Heiner Müller, Deutsches Theater, Berlin, [mise en scène qui inclut Héraclès 2 ou l'Hydre (Herakles 2 oder die Hydra), Quartet (Quartett), et La route des Chars V, L'Enfant trouvé (Wolokolamsker Chaussee V, Der Findling) de Heiner Müller]
- 1993 : Duell Traktor Fatzer, Berliner Ensemble, Berlin [composé de La route des Chars III, Le Duel (Wolokolamsker Chaussee III, Das Duell), Mommsens Block, et Tracteur (Traktor) de Heiner Müller, ainsi que son montage du texte fragmentaire de Brecht La chute de l'égoïste Johann Fatzer]
- 1993 : Tristan und Isolde de Richard Wagner, Palais des festivals de Bayreuth, Bayreuth [dirigé par Daniel Barenboim]
- 1994 : Quartett de Heiner Müller, Berliner Ensemble, Berlin
- 1995 : La Résistible Ascension d'Arturo Ui (Der aufhaltsame Aufstieg des Arturo Ui) de Bertolt Brecht, Berliner Ensemble, Berlin

## Adaptations
- GerMANIA, opéra d'Alexander Raskatov, d'après Germania. Mort à Berlin, Lyon, 2018[19]

## Études sur Heiner Müller
- Christian Klein, Heiner Müller ou l'idiot de la république, le dialogisme à la scène, Berne, 1992
- Jean-Pierre Morel, L'hydre et l'ascenseur. Essai sur Heiner Müller, coll. « Penser le théâtre », Circé, 1996.
- Florence Baillet, Heiner Müller, Belin, 2003.
- Florence Baillet, L'utopie en jeu. Critique de l'utopie dans le théâtre allemand contemporain, article Une utopie négative ? Hamlet-machine de Heiner Müller p. 67-103, Paris, CNRS Éditions, 2003.
- Heiner Müller Handbuch, sous la direction de Hans-Thies Lehmann et Patrick Primavesi, Metzler Verlag, 2003.
- Thomas Zenetti, Du texte-hydre au texte-sphinx, les inserts dans le théâtre de Heiner Müller, Berne, 2007.
- Francine Maier-Schaeffer, Les Métamorphoses du Dieu Bonheur. Heiner Müller, Bertolt Brecht et l'écriture de fragment, PUPS, 2012.
- Revue Europe n° 1068, Heiner Müller, Paris, avril 2018.

## Prix et récompenses
- 1979 : Mülheimer Dramatikerpreis pour Germania – Tod in Berlin
- 1985 : Prix Büchner décerné en RFA par la Deutsche Akademie für Sprache und Dichtung et Prix National de la RDA[11].
- 1990 : Prix Kleist
- 1994 : Prix Europe pour le théâtre